# Al-Hilal Stadium
O Estádio Al-Hilal ( em árabe: ملعب الهلال   ), apelidada de A Jóia Azul ( em árabe: الجوهرة الزرقاء   ) é um estádio multiuso localizado em Omdurman, estado de Cartum, Sudão . É usado principalmente para jogos de futebol e também para atletismo. É a casa do Al-Hilal Club e tem capacidade para 35.000 pessoas. 
1. ↑  «Team profile, Al Hilal Omdurman». beIN Sports (em inglês)